# ريتشارد إس. بارون
ريتشارد إس. بارون (بالإنجليزية: Richard S. Baron)‏ هو ضابط أمريكي، ولد في 22 يناير 1901 في لوويل في الولايات المتحدة، وتوفي في 15 مارس 1942.